# Chlorocytus phalaridis
Chlorocytus phalaridis är en stekelart som beskrevs av Graham 1965. Chlorocytus phalaridis ingår i släktet Chlorocytus och familjen puppglanssteklar.
Artens utbredningsområde är:
- Tjeckien.
- Tyskland.
- Nederländerna.
- Sverige.
- Turkiet.

Arten är reproducerande i Sverige. Inga underarter finns listade i Catalogue of Life.